# Gymnothorax flavoculus
Gymnothorax flavoculus es una especie de pez de la familia de los morénidas en el orden de los Anguilliformes.

## Morfología
Los machos pueden llegar a alcanzar los 40,7 cm de longitud total.

## Distribución geográfica
Se encuentra desde el Golfo de Omán hasta el sur de Omán.